# Omer Barrière
Omer Barrière (né le 1er avril 1891 à Richelieu, mort le 7 novembre 1970 à St-Laurent) est un homme d'affaires et politicien québécois. Il a obtenu un diplôme d'études commerciales du collège de Chambly en 1908.

## Biographie
Il fonda ce qui allait devenir une chaîne de magasins de chaussures en 1920 sous la bannière Omer Barrière, chaussures. Établi sur la rue St-Hubert à Montréal, il installa jusqu'à sept magasins à Montréal et dans les Basses-Laurentides. 
Jeune, Maurice Richard a joué dans l'équipe de hockey commanditée par Omer Barrière dans le quartier montréalais Bordeaux où ils habitaient les deux. C'est Omer Barrière qui lui a d'ailleurs donné sa première paire de patins neufs.
Il a été élu échevin du quartier Ahuntsic à Montréal de 1936 à 1940, commissaire à la Commission des écoles catholiques de Montréal (CECM) de 1941 à 1947. Candidat de l'Union nationale défait dans Laval en 1939 il fut élu député dans la même circonscription qui couvrait en plus de l'île Jésus, la partie Nord de l'île de Montréal en 1948. Il fut réélu en 1952 mais ne s'est pas représenté aux élections de 1956.
Il a épousé en premières noces à Montréal, Marie-Alberta-Fabiola Piché, fille d'Hormisdas Piché et de Virginie Gauthier en 1912,  puis le 16 septembre 1919, Marie Bélanger, fille de Joseph Bélanger, fonctionnaire à la ville de Montréal, et d'Emma Deschamps. Sept enfants sont issus de cette union: Suzanne, Gaétan, Claude, Marthe, Françoise, Bernard et Jules.
Omer Barrière est décédé le 7 novembre 1970 et son épouse en 1972.

## Sources
- (fr) Omer Barrière — Assemblée nationale du Québec
- (fr) Généalogie de la famille Barrière